# Железная дорога 29
Железная дорога 29 — линия бельгийских железных дорог Херенталс — Тюрнхаут. Линия тупиковая, Тюрнхаут - конечная станция. Линия неэлектрифицирована. Раньше линия шла дальше, в нидерландский Тилбург, но в настоящий момент этот участок разобран и преобразован в велосипедный маршрут. 

## Галерея

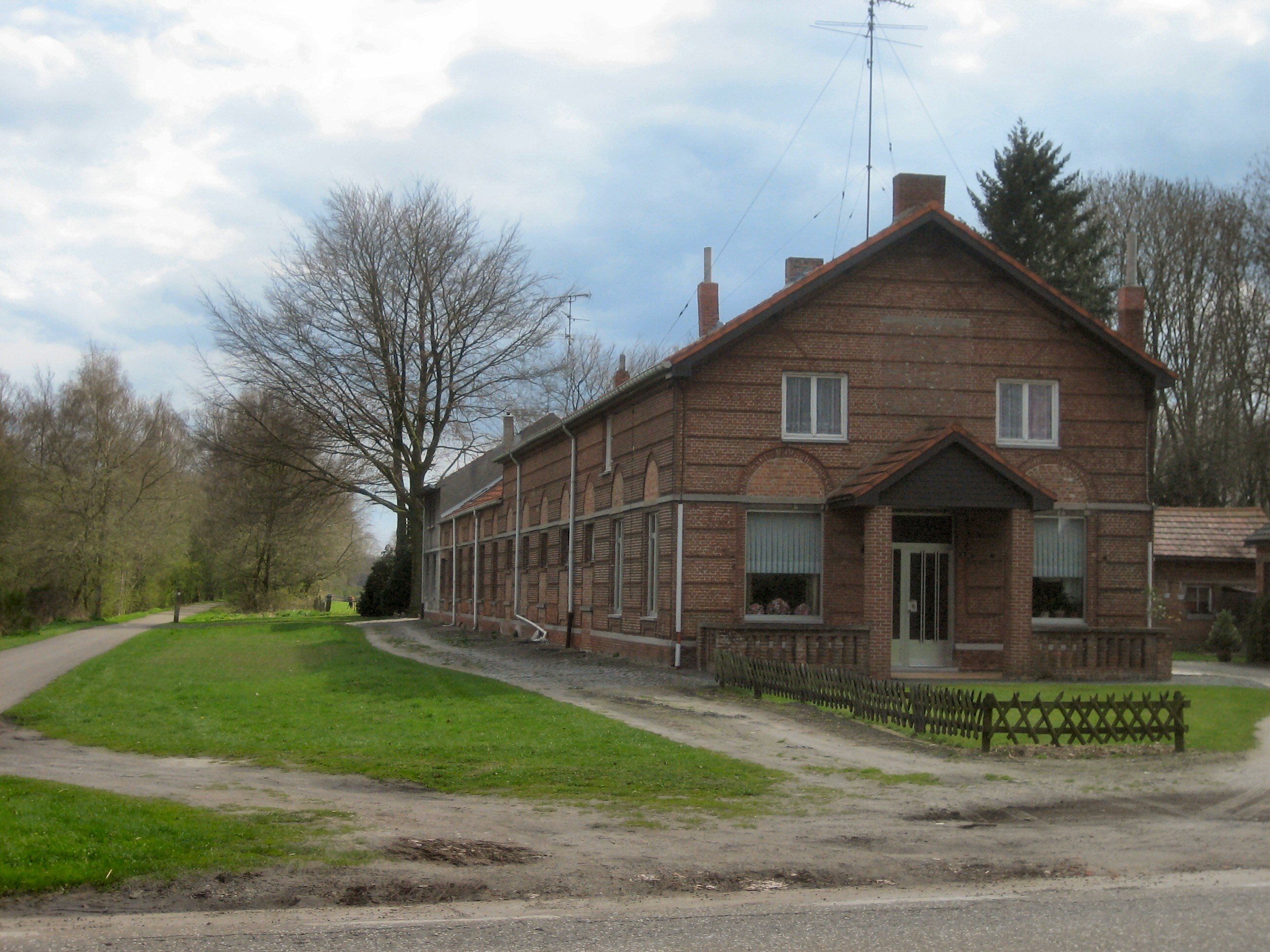
Station Weelde
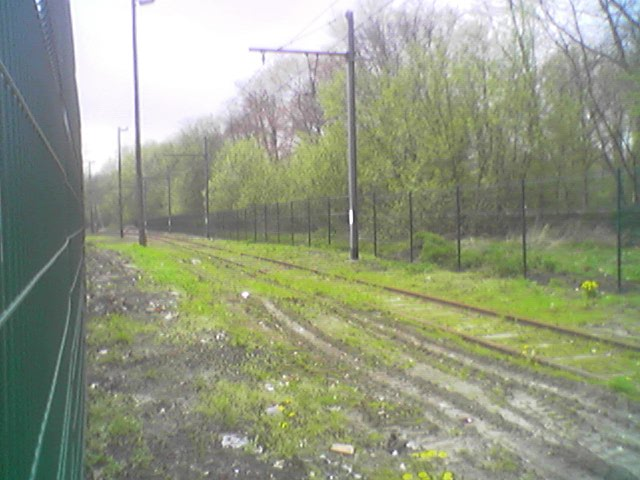
Tussen Turnhout en Weelde
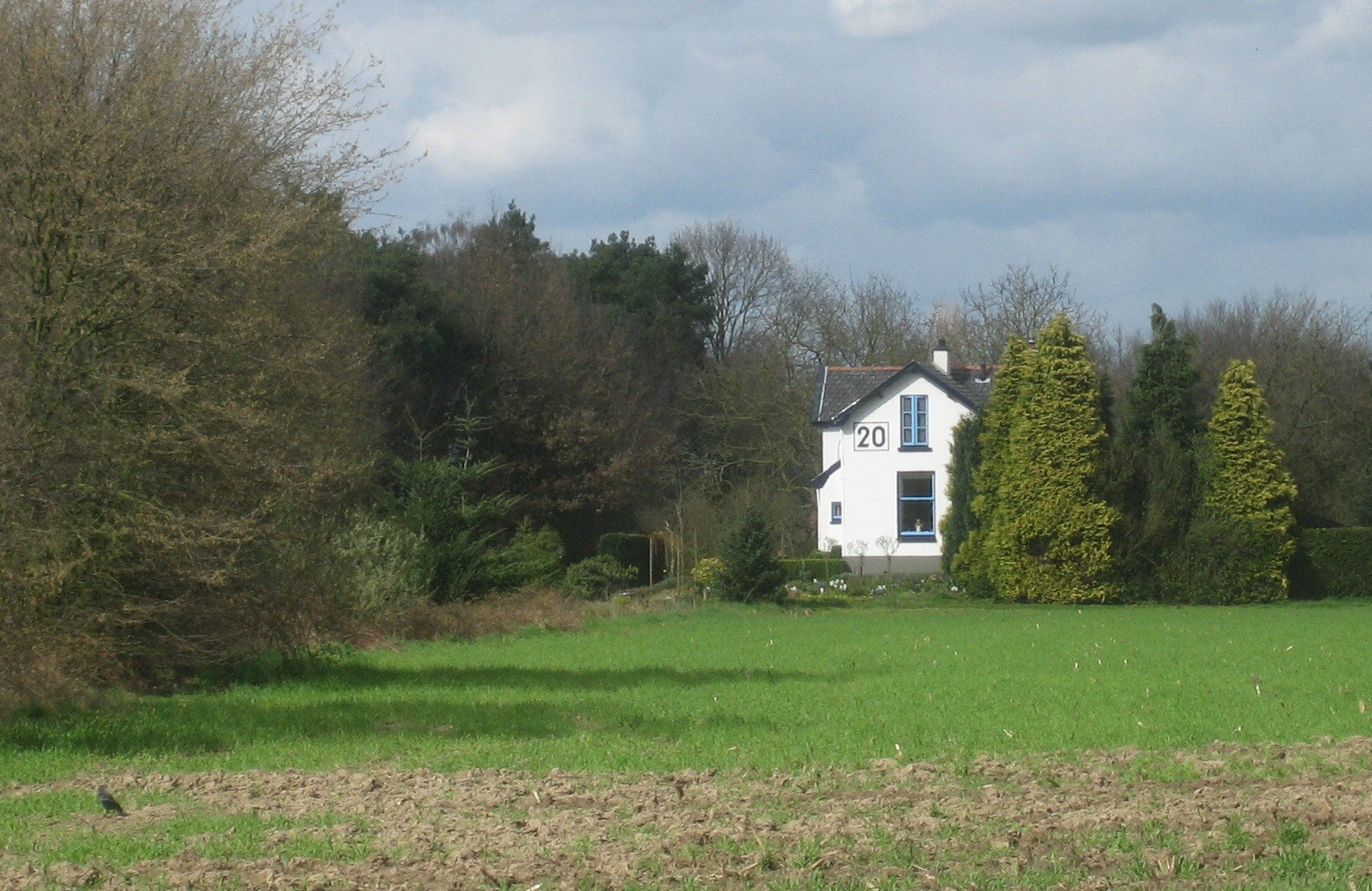
Seinwachtershuis te Baarle-Nassau